# Charlottenlund, Danmark
För övriga betydelser, se Charlottenlund.
Charlottenlund är en del av Gentofte kommun och administrativ huvudort i kommunen, vid Öresundskusten norr om Hellerup. Förort till Köpenhamn. I Charlottenlund ligger bland annat Charlottenlunds slott, Charlottenlund Fort och en skogsbotanisk trädgård. I stadsdelen finns den ena av två banor för hästkapplöpning i kommunen, Charlottenlund Travbane. 
I Charlottenlund finns konstmuseet Ordrupgaard med Finn Juhls hus.